# Lucy Ellmann
Lucy Elizabeth Ellmann (Evanston, 18 ottobre 1956) è una scrittrice statunitense naturalizzata britannica.

## Biografia
Figlia del biografo Richard Ellmann e della scrittrice Mary Ellmann, è nata il 18 ottobre 1956 a Evanston, nell'Illinois.
Trasferitasi con la famiglia in Inghilterra a 13 anni, ha studiato alla Falmouth School of Art dove si è laureata nel 1975 e 5 anni dopo ha conseguito un B.A. all'Università dell'Essex e l'anno successivo un M.A. al Courtauld Institute of Art.
Nel 1988 ha esordito nella narrativa con il romanzo Sweet Desserts ottenendo il Guardian Fiction Prize e in seguito ha pubblicato altri 7 romanzi.
Nel 2019, 38 anni dopo la vittoria del padre, ha ottenuto il James Tait Black Memorial Prize per il romanzo Ducks, Newburyport che segue il flusso di coscienza della protagonista, una madre dell'Ohio dei giorni nostri, in un'unica frase di più di 1000 pagine. Sempre nel 2019 lo stesso libro è stato selezionato per il Booker Prize e ha vinto il Goldsmiths Prize.

## Vita privata
È sposata con lo scrittore americano Todd McEwen. 

## Opere (parziale)
- Sweet Desserts (1988)
- Vari gradi di infelicità (Varying Degrees of Hopelessness, 1991), Milano, Bompiani, 1993 traduzione di Marcella Dallatorre ISBN 88-452-2081-8.
- The Spy Who Caught a Cold (1995)
- Man or Mango? A Lament (1999)
- Dot in the Universe (2003)
- Doctors & Nurses (2006)
- Mimi (2013)
- Ducks, Newburyport (2019)
- Things Are Against Us (2021)

## Premi e riconoscimenti
- Guardian Fiction Prize: 1988 vincitrice con Sweet Desserts
- Bollinger Everyman Wodehouse Prize: 2003 finalista con Dot in the Universe
- Booker Prize: 2019 nella shortlist con Ducks, Newburyport
- James Tait Black Memorial Prize: 2019 vincitrice con Ducks, Newburyport
- Goldsmiths Prize: 2019 vincitrice con Ducks, Newburyport